# Jody Wilson-Raybould
Jody Wilson-Raybould (Vancouver, 23 de març de 1971) és una política canadenca kwakiutl i diputada del Partit Liberal per la circumscripció de Vancouver Granville. Va acceptar el càrrec de ministra de Justícia el 4 de novembre de 2015; i va ser la primera persona indígena en ser nomenada per a aquesta posició. Abans d'entrar a la política federal del Canadà, va ser fiscal provincial de la Corona, comissària del Tractat de la Colúmbia Britànica i directora regional de l'Assemblea de les Primeres Nacions.